# Commeaux
Commeaux ([kɔmo] ) ist eine französische Gemeinde mit 149 Einwohnern (Stand 1. Januar 2022) im Département Orne in der Region Normandie (vor 2016 Basse-Normandie). Sie gehört zum Arrondissement Argentan und ist Mitglied im Gemeindeverband Terres d’Argentan Interco. Die Einwohner werden Commelais und Commelaises genannt.

## Geografie

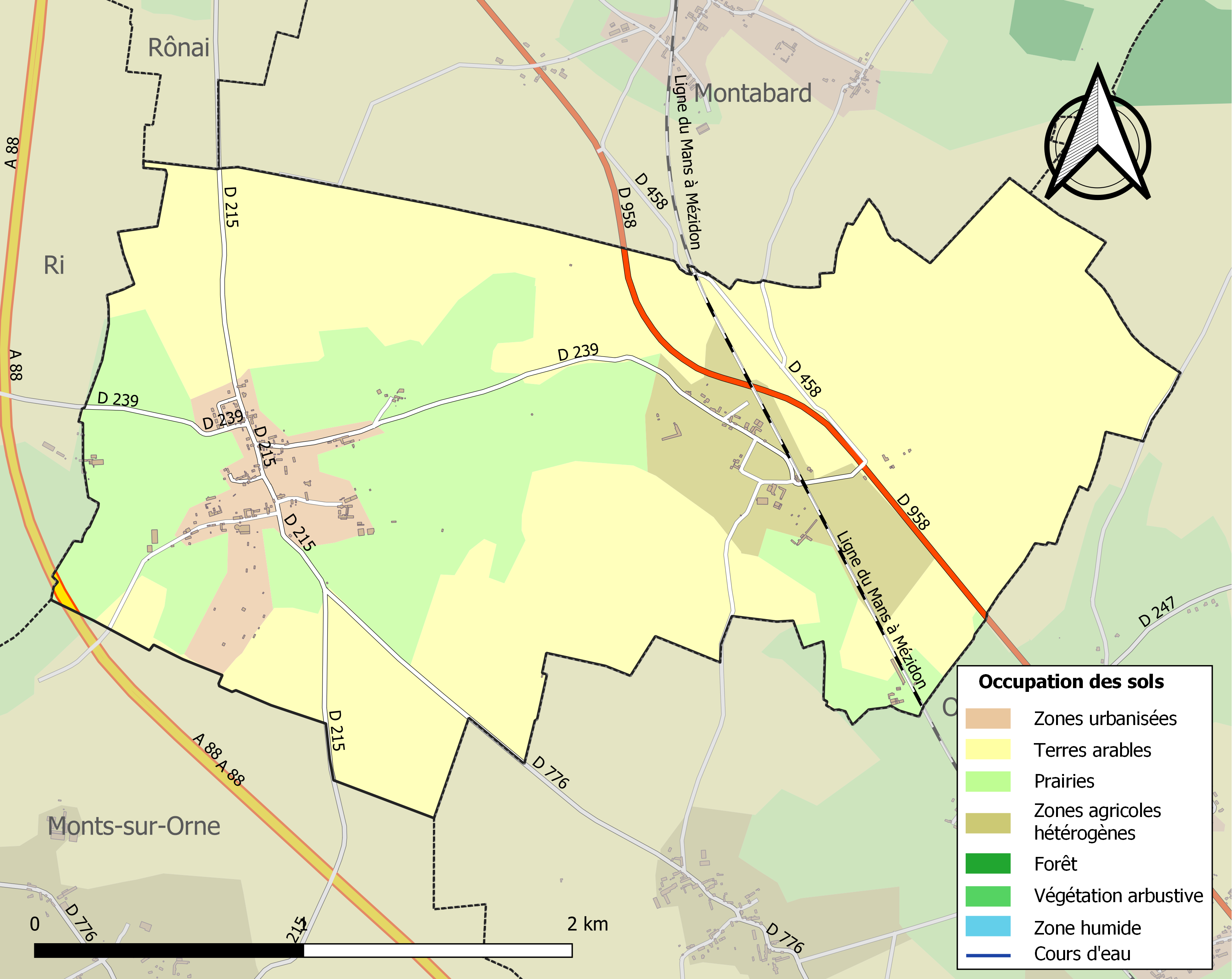
Bodennutzung und Infrastruktur der Gemeinde (2018)

Commeaux liegt im Osten der Région naturelle Pays d’Houlme, etwa acht Kilometer nordwestlich von Argentan und etwa 42 Kilometer nordnordwestlich von Alençon. Das Flüsschen Houay, ein Nebenfluss der Orne, durchquert das Gemeindegebiet von West nach Ost. Das Zentrum liegt auf einer Höhe von etwa 175 m. Das Relief des Gebiets fällt im Südosten beim Austritt des Flüsschens Houay aus dem Gemeindegebiet leicht auf unter 165 m ab und steigt im Nordosten auf über 210 m an.
Teile des Gebiets von Commeaux gehören zum Natura 2000-Schutzgebiet „Haute vallée de l'Orne et affluents“ (FR2500099). Rund 95 % der Fläche der Gemeinde werden landwirtschaftlich genutzt, rund 6 % entfallen auf bebaute Flächen (Stand: 2018).
Umgeben wird Commeaux von den Nachbargemeinden Montabard im Norden, Occagnes im Süden und Osten, Monts-sur-Orne im Süden und Südwesten, Ri im Westen sowie Rônai im Nordwesten.

## Geschichte
Der heutige Standort der Gemeinde Commeaux war wahrscheinlich das Zentrum einer wichtigen und ausgedehnten Region, die seit der Antike von Menschen bewohnt wurde. In der umliegenden Landschaft wurden Tausende prähistorischer Werkzeuge entdeckt. Insbesondere wurden mehrere altsteinzeitliche Standorte mit der Sammlung von Faustkeilen und Schabern sowie etwa zwanzig jungsteinzeitliche Stätten aufgeführt, an denen geschliffene Äxte sowie Pfeilspitzen gefunden wurden. Häufig wurden Fragmente signierter Keramik gefunden, was darauf hindeutet, dass die Stätte nach der Vorgeschichte, in der römischen Antike, besiedelt war.
Aufgrund seiner geografischen Lage stand Commeaux oft im Mittelpunkt. Es ist möglich, dass das Dorf vor allem von Kelten besiedelt war. Nach allem, was über die Schlacht von Hastings im Jahr 1066 bekannt ist, stand ein gewisser Guillaume Carbonnel de Brévaux auf der Seite Wilhelms des Eroberers. Spuren seines Sohnes Guillaume de Bréveaux wurden 1096 während des Ersten Kreuzzugs in Palästina gefunden, der Robert Courteheuse, Herzog der Normandie und Sohn von Wilhelm dem Eroberer, und Gottfried von Bouillon, Herzog von Niederlotharingen, begleitete.
Das Dorf Commeaux hat im Laufe der Geschichte weitere große historische Perioden erlebt. Im Jahr 1589, während der Hugenottenkriege, die das Königreich Frankreich auseinanderrissen, war die Gemeinde indirekt mit der tragischen Schlacht der Gauthiers verbunden. Zu dieser Zeit war das Königreich Frankreich zwischen Katholiken und Protestanten zerrissen. In diesem Zusammenhang wurde die Katholische Liga von namhaften extremistischen Katholiken gegründet. Ihr Ziel war die Verteidigung der katholischen Religion gegen den Protestantismus. Falaise mit seiner befestigten Burg war eine Hochburg der von Cossé-Brissac angeführten Liga.
François de Bourbon, Herzog von Montpensier, war damals Gouverneur der Normandie. Er stammt ursprünglich aus Lisieux und stand der königlichen Familie Valois nahe. Während der Hugenottenkriege war er einer der Kommandeure der königlichen Armee.
Im Auftrag des Königs werden Söldner angeheuert, um den Aufstand der Katholischen Liga einzudämmen. Sie plünderten regelmäßig die Höfe von Bauern, die bereits durch die Steuererhöhungen zur Unterstützung der Kriegsanstrengungen sowie durch Truppenbewegungen gebeutelt waren. La Chapelle-Gauthier im heutigen Département Eure Blieb von diesem Klima der Spannung nicht verschont und es ist die Vergewaltigung einer jungen Frau durch Soldaten, der Funke auslöste, der den Bauernaufstand der Gauthiers auslöste. Vaumartel war der designierte Anführer dieser bunt zusammengewürfelten Truppe.
Am 18. April 1589 wurde Falaise von königlichen Truppen unter der Führung des Herzogs von Montpensier belagert. Cossé-Brissac überzeugte mit Hilfe der Truppen der Liga in Argentan die von Vaumartel angeführten Gauthiers, sich unter seinem Banner zu sammeln. Die Gauthiers sollten die königlichen Truppen von hinten angreifen. Die 5000 Männer versammelten sich in Pierrefitte, in der Gemeinde Rônai. Der Herzog von Montpensier wurde vor dieser Versammlung gewarnt und hob am 22. April 1589 die Belagerung von Falaise auf und umzingelte die Gauthiers in Pierrefitte. Die Schlacht dauerte den ganzen Tag und die Gauthiers werden trotz ihres Mutes von den königlichen Truppen überwältigt, die besser bewaffnet und besser ausgebildet waren. In den Städten Nécy, Rônai und Montabard wurden mehr als 3000 Männer ermordet. Die Kavallerie der Liga befand sich an diesem Tag bei Occagnes, vier Kilometer vom Schlachtfeld entfernt, griffen aber nicht ein. Vaumartel wurde getötet, während Cossé-Brissac in Falaise Zuflucht suchte. Am 23. April 1589 ergaben sich in Commeaux die etwa 1200 Überlebenden der Schlacht den königlichen Truppen und dem Herzog von Montpensier. Im Jahr 1590 wurden die Überlebenden amnestiert und durften nach Hause zurückkehren, als Gegenleistung dafür, dass sie nie wieder Waffen gegen den König erheben würden.
Im Jahre 1824 wurde die bis dato selbstständige Gemeinde Brévaux eingegliedert.
In jüngerer Zeit, im Jahr 1944, war Commeaux einer der vielen Orte in der Basse-Normandie, die vom Ende des Zweiten Weltkriegs stark betroffen waren. Ab dem 6. Juni 1944, dem Tag der Landung der Alliierten in der Normandie, wurde die Nationalstraße 158 (Caen–Le Mans) zu einer wichtigen Achse der deutschen Armee. Diese Straße, die die Stadt Commeaux durchquert, ermöglichte es der deutschen Armee, den Soldaten, die den gelandeten alliierten Truppen gegenüberstanden, Verstärkung und Nachschub zu bringen. Auf dieser Strecke griffen alliierte Flugzeuge systematisch alle Fahrzeuge an. Im August 1944 kam es nach der Landung in der Normandie zu mehreren Durchbrüchen der Alliierten in der Region, der von General Patton in Avranches, der die Deutschen in Richtung Bretagne und Pays de la Loire zurückdrängte, und der von General Leclerc, der Argentan befreite, sowie die Ankunft der Anglo-Kanadier und Polen in Falaise. Die 5. und 7. deutsche Armee, bestehend aus 20 Divisionen, mussten sich zurückziehen. Vom 12. bis 20. August 1944 überquerten die meisten dieser deutschen Truppen Commeaux, angegriffen von alliierter Luftwaffe und Artillerie.
Das Dorf Commeaux wurde am 20. August 1944 von den Engländern befreit. Fast alle Häuser waren durch Granaten und Bomben beschädigt, die meisten hatten kein Dach mehr. Das Gebäude des Bürgermeisteramts und Schule war niedergebrannt und der Kirchturm zerstört. Ende 1944 führte der Bürgermeister eine Studie auf der Grundlage der Auswirkungen durch. Ungefähr 8000 Granaten fielen auf die Stadt, diejenigen nicht mitgerechnet, die explodierten, ohne den Boden zu berühren. Auf dem Gebiet der Gemeinde wurden 64 große Bomben abgeworfen, dazu kamen kleinere, die von Jagdbombern abgeworfen wurden. Strom und Telefon wurden 18 Monaten nach der Befreiung wiederhergestellt. Der Kirchturm und die Schule mit Bürgermeisteramt wurden erst 1952 und 1953 wieder aufgebaut.

## Bevölkerungsentwicklung
| Commeaux: Einwohnerzahlen von 1793 bis 2020                                                                                | Commeaux: Einwohnerzahlen von 1793 bis 2020 | Commeaux: Einwohnerzahlen von 1793 bis 2020 | Commeaux: Einwohnerzahlen von 1793 bis 2020 | Commeaux: Einwohnerzahlen von 1793 bis 2020 |
| --- | ------------------------------------------- | ------------------------------------------- | ------------------------------------------- | ------------------------------------------- |
| Jahr |                                             |                                             |                                             | Einwohner                                   |
| 1793 | 1793                                        |                                             | 196                                         | 196                                         |
| 1800 | 1800                                        |                                             | 183                                         | 183                                         |
| 1806 | 1806                                        |                                             | 205                                         | 205                                         |
| 1821 | 1821                                        |                                             | 187                                         | 187                                         |
| 1836 | 1836                                        |                                             | 304                                         | 304                                         |
| 1841 | 1841                                        |                                             | 306                                         | 306                                         |
| 1846 | 1846                                        |                                             | 303                                         | 303                                         |
| 1851 | 1851                                        |                                             | 287                                         | 287                                         |
| 1856 | 1856                                        |                                             | 286                                         | 286                                         |
| 1861 | 1861                                        |                                             | 282                                         | 282                                         |
| 1866 | 1866                                        |                                             | 262                                         | 262                                         |
| 1872 | 1872                                        |                                             | 238                                         | 238                                         |
| 1876 | 1876                                        |                                             | 263                                         | 263                                         |
| 1881 | 1881                                        |                                             | 246                                         | 246                                         |
| 1886 | 1886                                        |                                             | 213                                         | 213                                         |
| 1891 | 1891                                        |                                             | 231                                         | 231                                         |
| 1896 | 1896                                        |                                             | 221                                         | 221                                         |
| 1901 | 1901                                        |                                             | 194                                         | 194                                         |
| 1906 | 1906                                        |                                             | 189                                         | 189                                         |
| 1911 | 1911                                        |                                             | 164                                         | 164                                         |
| 1921 | 1921                                        |                                             | 146                                         | 146                                         |
| 1926 | 1926                                        |                                             | 139                                         | 139                                         |
| 1931 | 1931                                        |                                             | 130                                         | 130                                         |
| 1936 | 1936                                        |                                             | 140                                         | 140                                         |
| 1946 | 1946                                        |                                             | 135                                         | 135                                         |
| 1954 | 1954                                        |                                             | 163                                         | 163                                         |
| 1962 | 1962                                        |                                             | 132                                         | 132                                         |
| 1968 | 1968                                        |                                             | 117                                         | 117                                         |
| 1975 | 1975                                        |                                             | 89                                          | 89                                          |
| 1982 | 1982                                        |                                             | 84                                          | 84                                          |
| 1990 | 1990                                        |                                             | 107                                         | 107                                         |
| 1999 | 1999                                        |                                             | 118                                         | 118                                         |
| 2006 | 2006                                        |                                             | 138                                         | 138                                         |
| 2013 | 2013                                        |                                             | 136                                         | 136                                         |
| 2020 | 2020                                        |                                             | 154                                         | 154                                         |
| Quelle(n): EHESS/Cassini bis 1999, INSEE ab 2006 Anmerkung(en): Ab 1962 offizielle Zahlen ohne Einwohner mit Zweitwohnsitz |                                             |                                             |                                             |                                             |

## Sehenswürdigkeiten
- Kirche Saint-Pierre aus dem 17. Jahrhundert
- Alte Kirche Notre-Dame in Brevaux aus dem 18. Jahrhundert
- Herrenhaus aus dem 16. Jahrhundert, seit 1963 als Monument historique klassifiziert

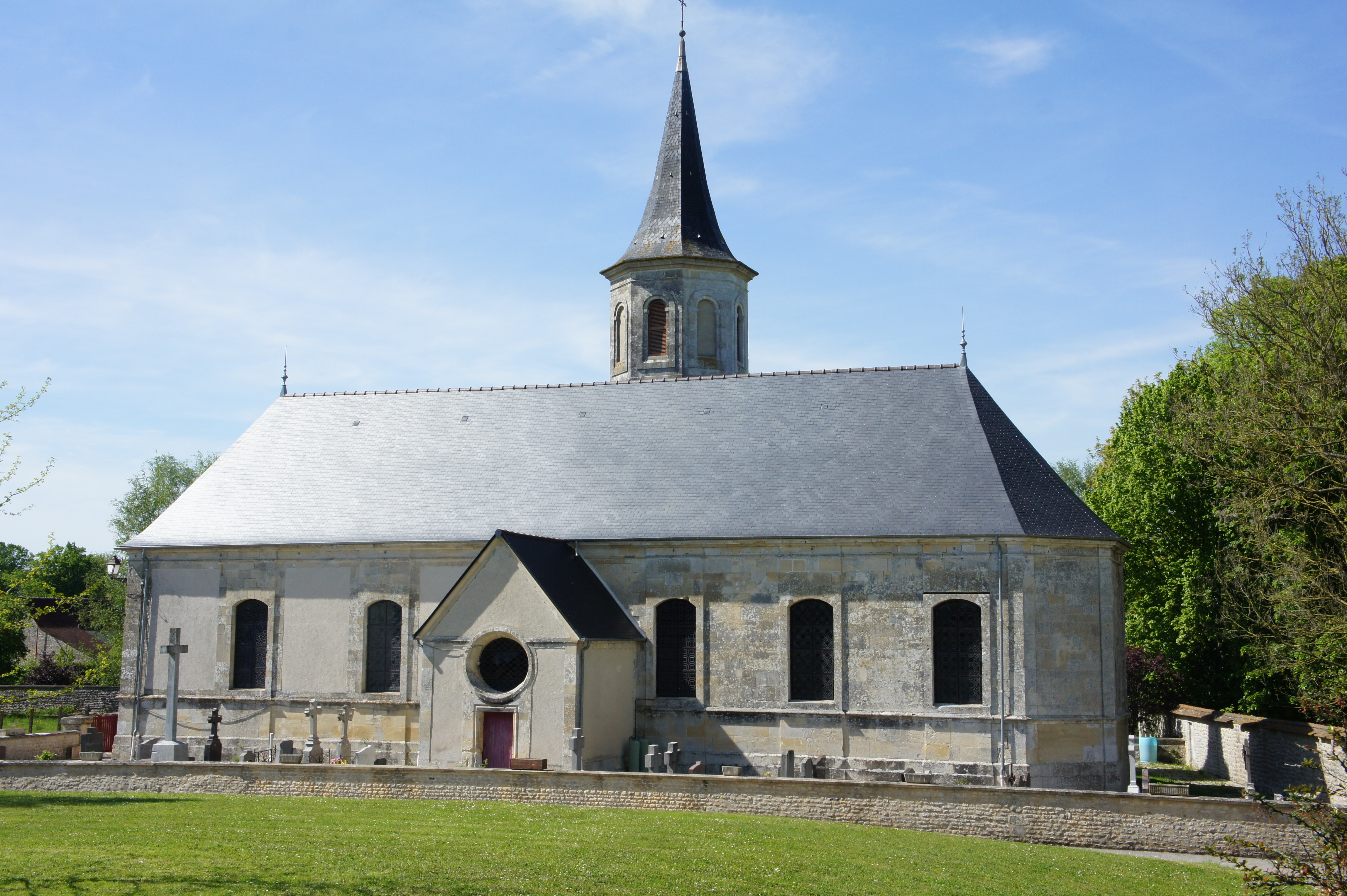
Kirche Saint-Pierre
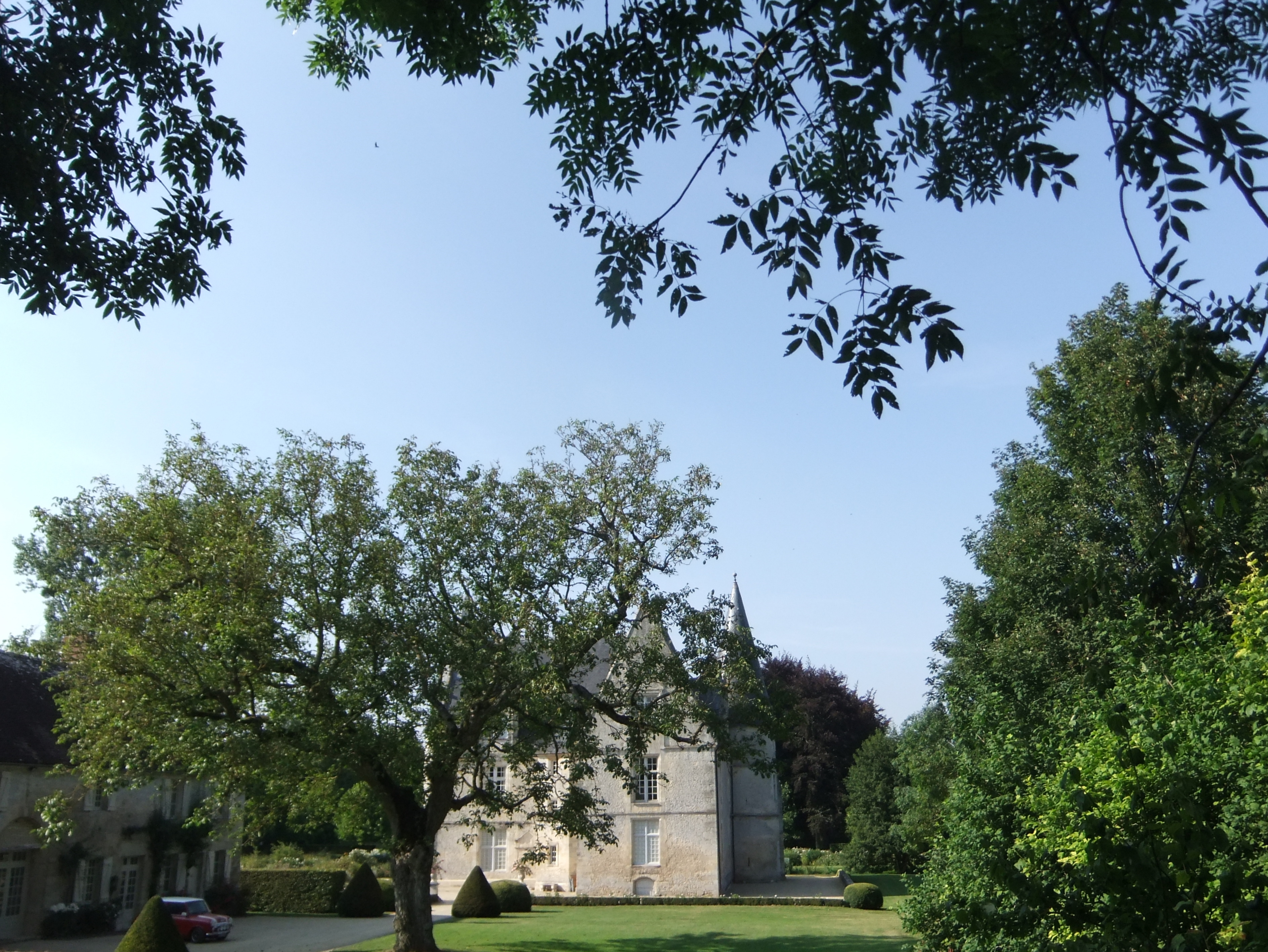
Herrenhaus

## Verkehr
Die Autoroute A88 von Falaise nach Sées durchquert den äußersten Südwesten des Gemeindegebiets auf einer Länge von etwa 100 Meter ohne Anschlussstelle. Die Departementsstraße D 958, die ehemalige Route nationale 158 von Caen nach Tours, wird durch die Gemeinde von Nordwest nach Südost geführt. Die nachgeordneten Departementsstraßen D 215, D 239, D 458, D 776 sowie lokale Landstraßen verbinden das Zentrum mit den Weilern der Gemeinde und Nachbargemeinden.
Die Bahnstrecke Le Mans–Mézidon durchquert das Gemeindegebiet von Süd nach Nord ohne Haltepunkt.